# 知音 (杂志)
《知音》杂志为知音传媒集团旗下的半月刊杂志，其月发行量在2008年就已经达到636万份，居世界综合性期刊排名第五位，中国大陆各类杂志排名第二位。

## 历史
该期刊于1985年1月在武汉由知音杂志社创立。2007年，因用煽情的标题来吸引读者而被网友称为“知音体标题”而恶搞。2009年，因侵权而向作家毕淑敏、史铁生、周国平道歉。